# Selezioni giovanili della nazionale femminile di pallacanestro della Russia
Le selezioni giovanili della nazionale di pallacanestro femminile della Russia sono gestite dalla Federazione cestistica della Russia e partecipano ai tornei cestistici internazionali femminili per squadre nazionali, limitatamente a specifiche classi d'età.

## Under-21
Rappresenta le migliori giocatrici di nazionalità russa di età non superiore ai 21 anni. Partecipa a tutte le manifestazioni internazionali giovanili di pallacanestro per nazioni gestite dalla FIBA.

### Partecipazioni
Mondiali Under-21
- 2003 - 6°
- 2007 - 4°

 Russia under 21 - Campionato mondiale femminile di pallacanestro Under-21 20034 Fomina, 5 Charčenko, 6 Demagina, 7 Sytnjak, 8 Sapova, 9 Šulepova, 10 Malyševa, 11 Koroleva, 12 Kolosovskaja, 13 Sokolovskaja, 14 Tamuljanis, 15 Lapteva,        All. Ravil' Čerement'ev
 Russia under 21 - Campionato mondiale femminile di pallacanestro Under-21 20074 Rusakova, 5 Beljakova, 6 Anderson, 7 Rjuchina, 8 Žužgova, 9 Savel'eva, 10 Jumašina, 11 Beglova, 12 Vidmer, 13 Daniločkina, 14 Lisina, 15 Gogija,        All. Kira Tržeskal

## Under-20
Rappresenta le migliori giocatrici di nazionalità russa di età non superiore ai 20 anni. Partecipa a tutte le manifestazioni internazionali giovanili di pallacanestro per nazioni gestite dalla FIBA.

### Partecipazioni
FIBA EuroBasket Under-20
- 2000 -  1°
- 2002 -  2°
- 2004 -  1°
- 2005 - 11°
- 2006 -  1°

- 2007 - 7°
- 2008 -  1°
- 2009 - 4°
- 2010 -  1°
- 2011 -  2°

- 2012 -  2°
- 2013 - 6°
- 2014 - 7°
- 2015 - 4°
- 2016 -  3°

- 2017 -  3°
- 2018 - 13°
- 2019 -  2°

## Under-19
Rappresenta le migliori giocatrici di nazionalità russa di età non superiore ai 19 anni. Partecipa a tutte le manifestazioni internazionali giovanili di pallacanestro per nazioni gestite dalla FIBA.

### Partecipazioni
Mondiali Under-19
- 1993 -  2°
- 1997 - 5°
- 2001 -  2°
- 2005 - 4°
- 2009 - 6°

- 2011 - 8°
- 2013 - 9°
- 2015 -  2°
- 2017 -  1°
- 2021 - 8°

 Russia under 19 - Campionato mondiale femminile di pallacanestro Under-19 19934 Gudkova, 5 Femenke, 6 Furceva, 7 Molčanova, 8 Petrova, 9 Gerasimova, 10 Pšikova, 11 Solov'ëva, 12 Feriabnikova, 13 Nakonočnaja, 14 Burmistrova, 15 Archipova,        All. -
 Russia under 19 - Campionato mondiale femminile di pallacanestro Under-19 19974 Voločkova, 5 Karpova, 6 Abrosimova, 7 Zacharova, 8 Korstin, 9 Fëdorova, 10 Gavrilova, 11 Chalturina, 12 Kalmykova, 13 Skopa, 14 Rebcovskaja, 15 Speranskaja,        All. -
 Russia under 19 - Campionato mondiale femminile di pallacanestro Under-19 20014 Maksimenko, 5 Charčenko, 6 Demagina, 7 Sytnjak, 8 Kolosovskaja, 9 Ščegoleva, 10 Sokolovskaja, 11 Lapteva, 12 Artešina, 13 Sapova, 14 Podkoval'nikova, 15 Tamuljanis,        All. Ravil' Čerement'ev
 Russia under 19 - Campionato mondiale femminile di pallacanestro Under-19 20054 Beljakova, 5 Anderson, 6 Rjučina, 7 Alikina, 8 Rusakova, 9 Savel'eva, 10 Kulomzina, 11 Rešetko, 12 Bogdanova, 13 Daniločkina, 14 Jakovleva, 15 Čistova,        All. -
 Russia under 19 - Campionato mondiale femminile di pallacanestro Under-19 20094 Panevina, 5 Ostrouchova, 6 Tarasova, 7 Petrušina, 8 Kir'janova, 9 Zlyvko, 10 Šilova, 11 Logunova, 12 Doroševa, 13 Grigor'eva, 14 Loginova, 15 Paskalenko,        All. Ol'ga Šunejkina
 Russia under 19 - Campionato mondiale femminile di pallacanestro Under-19 20114 Tichonenko, 5 Fedorenkova, 6 Pasynkova, 7 Kubynina, 8 Nužnaja, 9 Andreeva, 10 Maksimova, 11 Mjasnikova, 12 Gumennaja, 13 Efimova, 14 Polujanova, 15 Stoljar,        All. Ol'ga Šunejkina
 Russia under 19 - Campionato mondiale femminile di pallacanestro Under-19 20134 Safonova, 5 Novikova, 6 Griškevič, 7 Čajkovskaja, 8 Bjazrova, 9 Levčenko, 10 Ščetina, 11 Fedorova, 12 Raževa, 13 Syč, 14 Gladkova, 15 Marčenkova,        All. Elena Šul'ženko
 Russia under 19 - Campionato mondiale femminile di pallacanestro Under-19 20154 Musina, 5 Vadeeva, 6 Ogun, 7 Kolosovskaja, 8 Kuplinova, 9 Levčenko, 10 Sema, 11 Zav'jalova, 12 Burovaja, 13 Majga, 14 Bratčikova, 15 Krymova,        All. Dmitrij Donskov
 Russia under 19 - Campionato mondiale femminile di pallacanestro Under-19 20171 Zav'jalova, 3 Stoljar, 4 Musina, 5 Safonova, 7 Vadeeva, 9 Pleskevič, 10 Kuril'čuk, 11 Olejnikova, 12 Kornienko, 13 Kramar, 14 Kožuchar', 18 Čeren,        All. Aleksandr Kovalëv
 Russia under 19 - Campionato mondiale femminile di pallacanestro Under-19 202110 Jel'berg, 12 Bočarova, 13 Jakovleva, 14 Kosu, 16 Košečkina, 23 Paškovskaja, 25 Rodionova, 31 Loginova, 51 Odincova, 77 Savkovič, 81 Sirazutdinova, 99 Tumanova,        All. Aleksandr Kovalëv

## Under-18
Rappresenta le migliori giocatrici di nazionalità russa di età non superiore ai 18 anni. Partecipa a tutte le manifestazioni internazionali giovanili di pallacanestro per nazioni gestite dalla FIBA.
Nel corso degli anni questa selezione ha subito alcuni cambiamenti nel nome, dovuti agli adeguamenti nelle normative della FIBA in fatto di classificazione delle categorie giovanili.
Agli inizi la denominazione originaria era Nazionale Cadette, in quanto la FIBA classificava le fasce di età dai 16 ai 18 anni con la denominazione "cadette". Dal 2000, la FIBA ha modificato il tutto, equiparando sotto la dicitura under 18, sia denominazione che fasce di età. Da allora la selezione ha preso il nome attuale.
Fino al 1991, le atlete russe hanno fatto parte della nazionale di categoria sovietica

Nel 1992, insieme alle nazionali delle altre Repubbliche ex-sovietiche, ha partecipato all'Europeo di categoria sotto le spoglie della Nazionale Unificata (o Nazionale CSI)

### Partecipazioni
FIBA EuroBasket Under-18
- 1994 - 4°
- 1996 -  1°
- 1998 -  3°
- 2000 -  1°
- 2002 -  1°

- 2004 -  1°
- 2005 - 5°
- 2006 - 11°
- 2007 -  3°
- 2008 -  2°

- 2009 - 9°
- 2010 - 5°
- 2011 - 13°
- 2012 -  2°
- 2013 - 5°

- 2014 -  1°
- 2015 -  3°
- 2016 -  3°
- 2017 - 11°
- 2018 - 8°

- 2019 - 4°

## Under-17
Rappresenta le migliori giocatrici di nazionalità russa di età non superiore ai 17 anni. Partecipa a tutte le manifestazioni internazionali giovanili di pallacanestro per nazioni gestite dalla FIBA.

### Partecipazioni
- 2010 - 6°

## Under-16
Rappresenta le migliori giocatrici di nazionalità russa di età non superiore ai 16 anni. Partecipa a tutte le manifestazioni internazionali giovanili di pallacanestro per nazioni gestite dalla FIBA.
Nel corso degli anni questa selezione ha subito alcuni cambiamenti nel nome, dovuti agli adeguamenti nelle normative della FIBA in fatto di classificazione delle categorie giovanili.
Agli inizi la denominazione originaria era Nazionale Allievi, in quanto la FIBA classificava le fasce di età dai 16 ai 18 anni con la denominazione "allievi". Dal 2000, la FIBA ha modificato il tutto, equiparando sotto la dicitura under 18, sia denominazione che fasce di età. Da allora la selezione ha preso il nome attuale.
Fino al 1991, le atlete russe hanno fatto parte della nazionale di categoria sovietica

### Partecipazioni
FIBA EuroBasket Under-16
- 1993 -  1°
- 1995 -  1°
- 1997 -  1°
- 1999 - 4°
- 2001 -  2°

- 2003 - 6°
- 2004 -  3°
- 2005 - 5°
- 2006 - 9°
- 2007 - 6°

- 2008 - 9°
- 2009 - 4°
- 2010 -  1°
- 2011 - 6°
- 2012 -  3°

- 2013 - 6°
- 2014 -  1°
- 2015 - 8°
- 2016 - 11°
- 2017 - 7°

- 2018 - 6°
- 2019 -  1°